# Félix Enríquez Alcalá
Félix Enríquez Alcalá (Bakersfield, 7 marzo 1951) è un regista e produttore televisivo statunitense.

## Biografia
Il suo primo grande successo arriva nel 1991 quando viene incaricato da Lynn Marie Latham e Bernard Lechowick di dirigere un episodio della serie ABC Homefront. Da allora è stato il regista di numerose serie, tra le quali: CSI: Scena del crimine, E.R. - Medici in prima linea, Dollhouse, ‘’The good wife’’ e Dr. House - Medical Division.

## Filmografia
- Homefront
- Lois & Clark: The New Adventures of Superman – serie TV, 1 episodio (1994)
- NYPD Blue – serie TV, 1 episodio (1994)
- Progetto Eden – serie TV, 2 episodi (1994-1995)
- E.R. - Medici in prima linea – serie TV, 12 episodi (1994-2007)
- I viaggiatori – serie TV, 1 episodio (1995)
- Space: Above and Beyond – serie TV, 2 episodi (1995)
- Fire Down Below - L'inferno sepolto - film
- Justice League of America - film (1997)
- Third Watch – serie TV, 17 episodi, (1999-2004)
- John Doe – serie TV, 1 episodio (2002)
- Taken – serie TV, 1 puntata (2002)
- The Guardian – serie TV (2003)
- CSI - Scena del crimine – serie TV, 1 episodio (2003)
- CSI: Miami – serie TV, episodio 2x16 (2004)
- The Shield – serie TV, 2 episodi (2003-2004)
- Jonny Zero – serie TV, 2 episodi (2005)
- Law & Order - Unità vittime speciali – serie TV, 1 episodio (2005)
- The Unit – serie TV (2006)
- House M.D. – serie TV, 1 episodio (2006)
- Battlestar Galactica – serie TV, 2 episodi (2006)
- Battlestar Galactica: Razor – film TV (2007)
- Criminal Minds – serie TV
- Terminator: The Sarah Connor Chronicles – serie TV, 1 episodio (2008)
- Dollhouse – serie TV, 2 episodio (2009)
- Breaking Bad – serie TV, 1 episodio (2009)
- Il simbolo perduto (The Lost Symbol) – serie TV, episodi 1x04-1x05 (2021)